# ウィッチャパート・スメーティクン
ウィッチャパート・スメーティクン（タイ語: วิชญ์ภาส สุเมตติกุล、英語: Wichapas Sumettikul、1997年12月25日 - ）は、バイブル（タイ語: ไบเบิ้ล、英語: Bible）という愛称で知られるタイの俳優。2022年放送のドラマ『KinnPorsche』で俳優としてデビュー。

## 人物
2022年放送のドラマ『KinnPorsche』で俳優としてデビューした。2024年放送のBLドラマ『4Minutes』にて初主演。
タンマサート大学工学部を卒業している。

## フィルモグラフィー

### 映画
| 年   | 作品名                          | 役名 | 役どころ |
| ---- | ------------------------------- | ---- | -------- |
| 2023 | Ma’am Chief: Shakedown in Seoul |      | ゲスト   |
| 2024 | Spaceless                       | Kan  | 主演     |

### テレビドラマ
| 年   | 作品名      | 役名  | 役どころ |
| ---- | ----------- | ----- | -------- |
| 2022 | KinnPorsche | Vegas | 助演     |
| 2024 | 4Minutes    | Great | 主演     |
| 2025 | 8Hours      |       | 主演     |